# Gymnelus diporus
Gymnelus diporus es una especie de pez de la familia de los Zoarcidae en el orden de los perciformes.

## Morfología
- Los machos pueden llegar a alcanzar los 10,7 cm de longitud total.
- Número de vértebras: 88-94.[1]

## Hábitat
Es un pez de mar y de aguas profundas que vive entre los 123-200 m de profundidad.

## Distribución geográfica
Se encuentra en las Islas Komandorski y el sudeste de Kamchatka.

## Observaciones
Es inofensivo para los humanos. 